# Eclipse lunar de julio de 2020
| Eclipse penumbral de luna 5 de julio de 2020                               | Eclipse penumbral de luna 5 de julio de 2020 |
| -------------------------------------------------------------------------- | -------------------------------------------- |
| Previo                                                                     | Eclipse \| Eclipse total \| Saros            |
| Posterior                                                                  | Eclipse \| Eclipse total \| Saros            |
| Eclipse lunar en Moscow (Idaho) 05:38 UTC.                                 |                                              |
| La Luna pasando de derecha a izquierda a través de la sombra de la Tierra. |                                              |
| Saros                                                                      | 149 (3 de 71)                                |
| Duración (h:min:s)                                                         |                                              |
| Penumbra                                                                   | 04:45:33                                     |
| Contactos                                                                  |                                              |
| P1                                                                         | 03:07:23 UTC                                 |
| Máximo                                                                     | 04:31:11 UTC                                 |
| P4                                                                         | 05:52:23 UTC                                 |

Un eclipse lunar penumbral ocurrió el 5 de julio del 2020 en la luna llena de julio, denominada "Luna de Trueno"; se trató del tercero de los cuatro eclipses lunares penumbrales de 2020, coincidiendo con el eclipse lunar parcial de julio de 2001 hace 19 años. Este eclipse forma parte del ciclo de Saros 149.

## Visualización

### Mapa
El siguiente mapa muestra las regiones desde las cuales fue posible ver el eclipse. En gris, las zonas que no observarán el eclipse; en blanco, las que si lo verán; y en celeste, las regiones que podrán ver el eclipse durante la salida o puesta de la luna.

### Perspectiva de la Luna
Esta simulación muestra la perspectiva desde la Luna al momento máximo del eclipse. El fenómeno fue visible completamente en América y Antártida, algunas partes de Océano Pacífico, Nueva Zelanda, la costa occidental África y suroeste de Europa.

## Galería

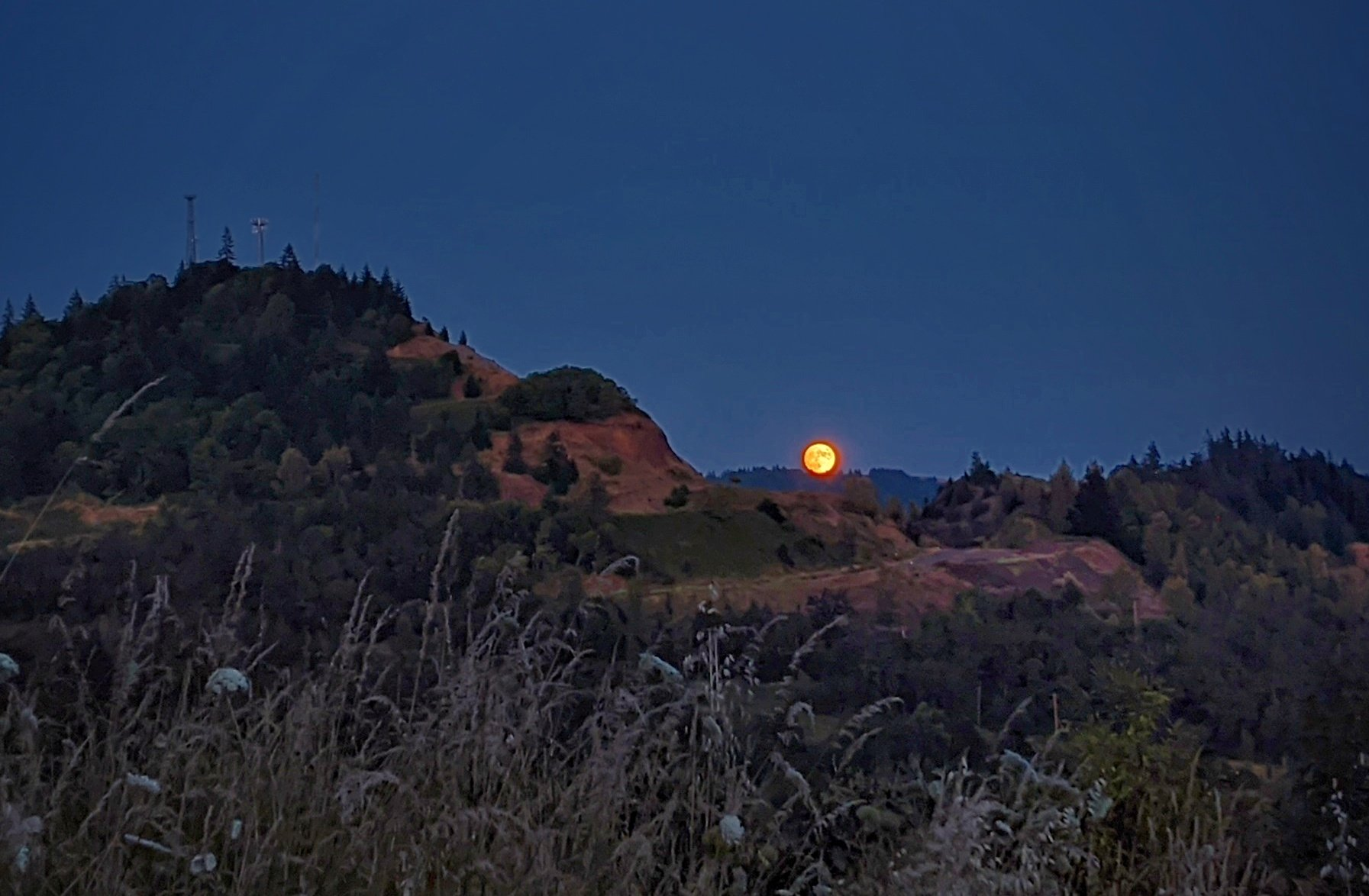
Salida de la luna durante el eclipse, visto desde Springfield, Oregón, 04:22 UTC.
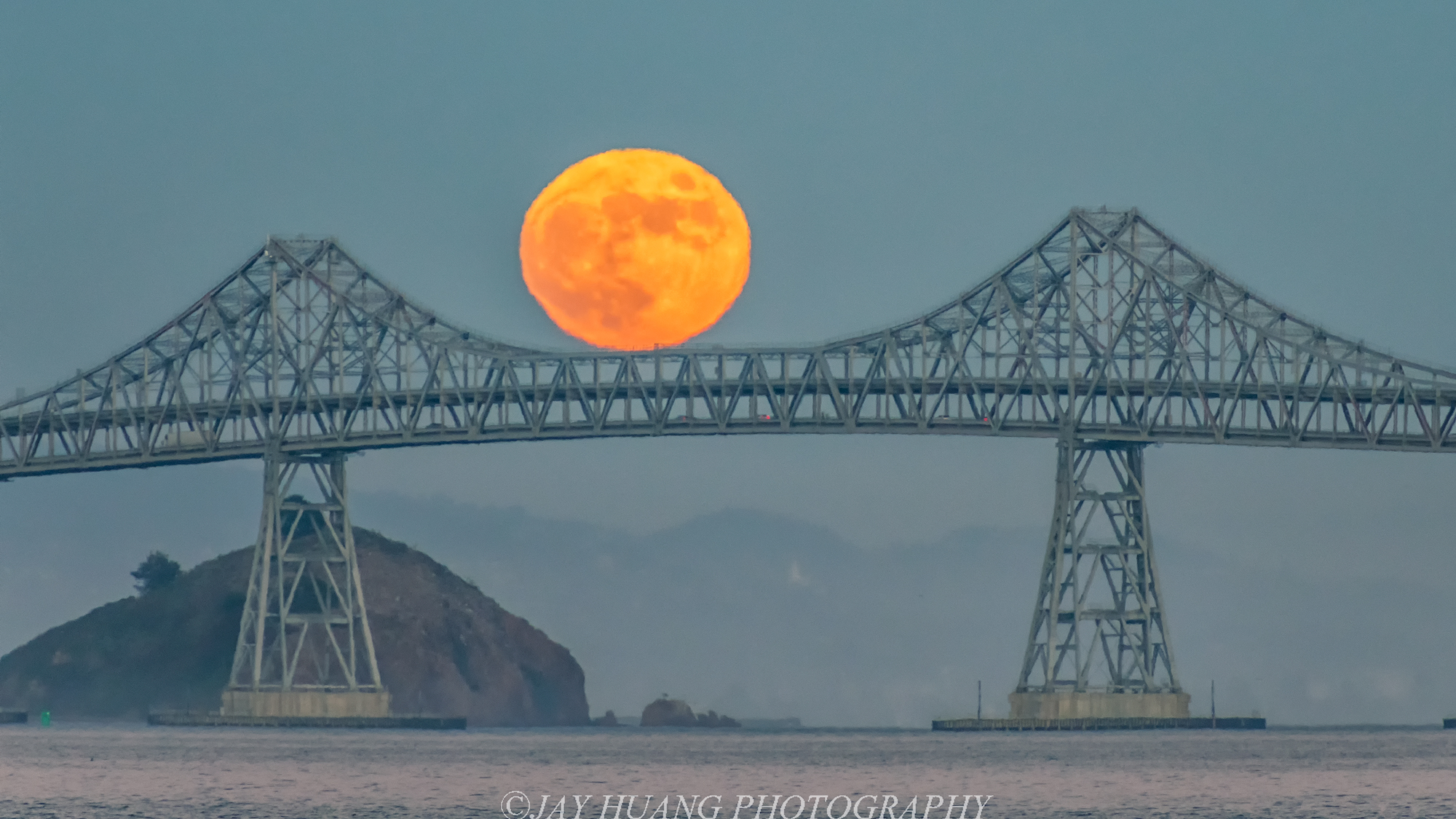
Vistas del eclipse y el puente Richmond-San Rafael en la bahía de San Francisco, 03:43 UTC.
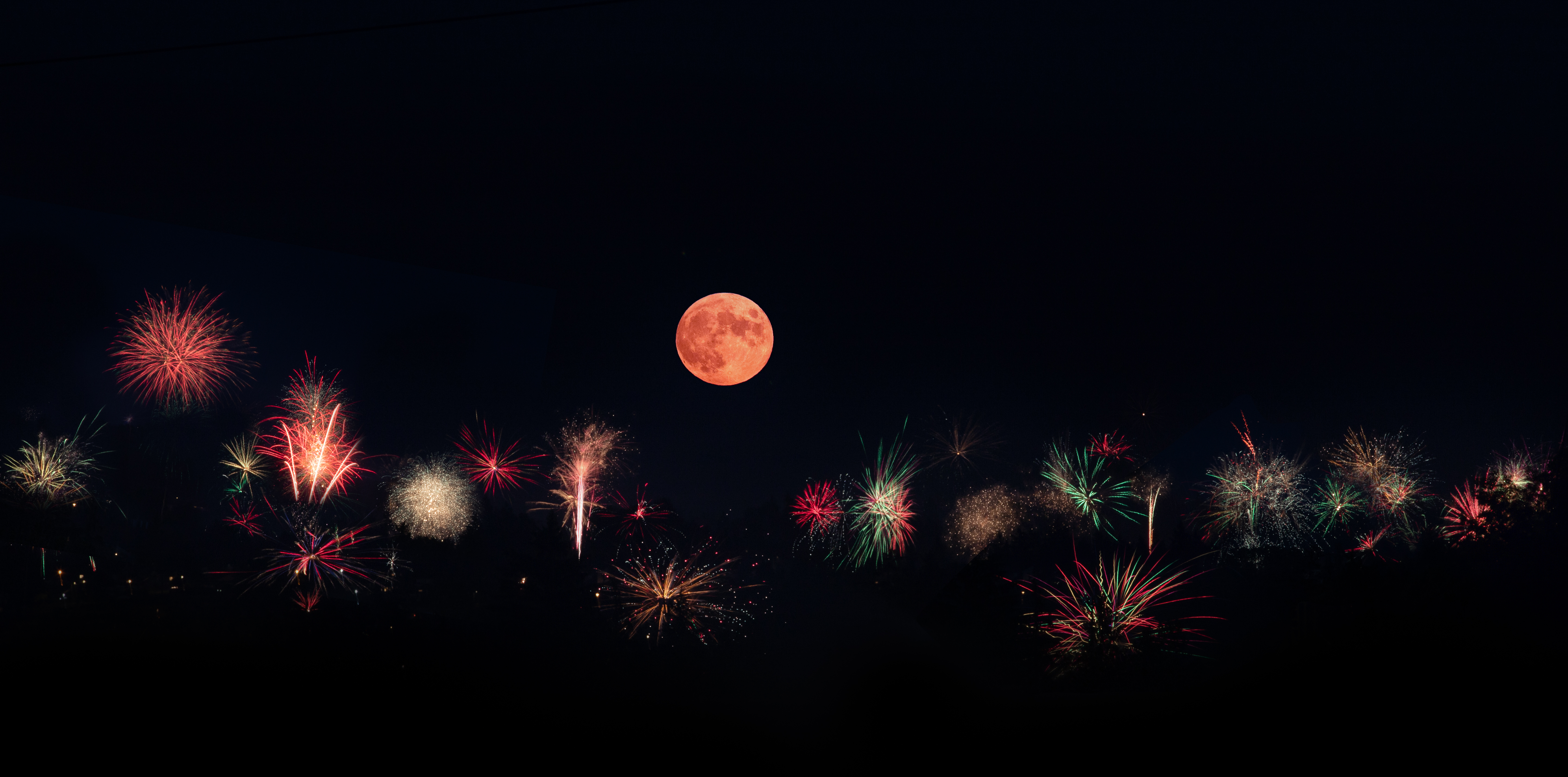
Eclipse durante la celebración del 4 de julio en Everett (Washington), 05:12 UTC.
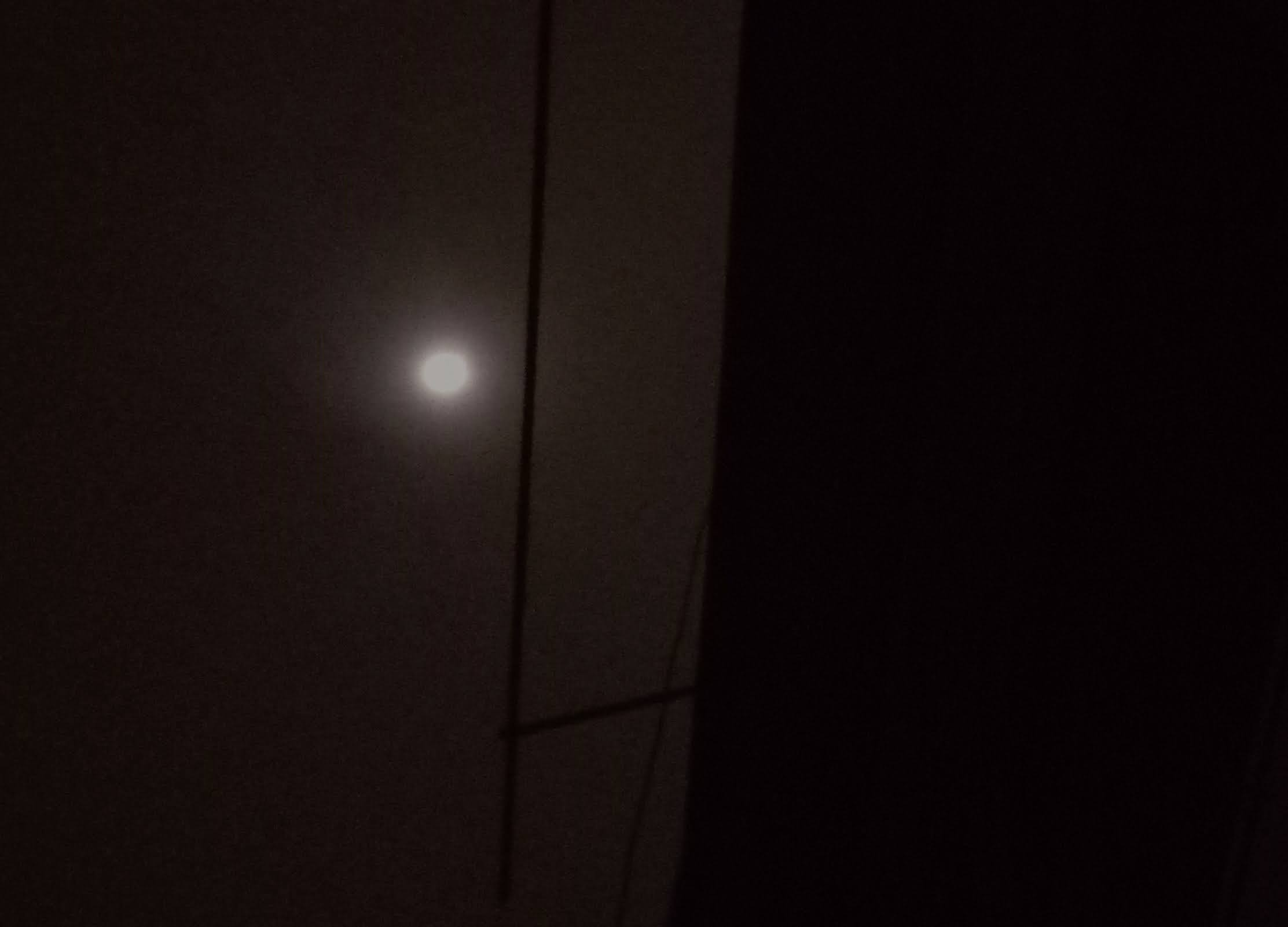
Eclipse desde Colombia, 05:26 UTC.